# Hypodessus titschacki
Hypodessus titschacki är en skalbaggsart som först beskrevs av Gschwendtner 1954.  Hypodessus titschacki ingår i släktet Hypodessus och familjen dykare. Inga underarter finns listade i Catalogue of Life.